# شيرين كند
شيرين‌ كند هي قرية في مقاطعة ملكان، إيران. عدد سكان هذه القرية هو 2,379 في سنة 2006.